# Kalvskinnsgrund
Kalvskinnsgrund est une île de l'archipel de Vaasa en Finlande,.

## Géographie
L'île est située à environ 12 kilomètres à l'ouest de Vaasa.
La superficie de l'île est de 46,1 hectares et sa longueur maximale est de 1,3 kilomètre dans la direction sud-nord.